# 兼岡一郎
兼岡 一郎（かねおか いちろう、1942年5月8日 - ）は、日本の地球科学者。専門は同位体地球化学。理学博士。

## 経歴
- 千葉県出身[1]。東京都立日比谷高等学校、東京大学理学部物理学科卒業。
- 1971年4月、西ドイツマックス・プランク核物理研究所客員研究員。
- 1972年4月、フランス国立科学研究センター (CNRS) 研究員。
- 1972年10月、フランスパリ第6大学地球物理研究所助教授。
- 1973年10月、東京大学理学部助手。
- 1986年8月、東京大学地震研究所助教授。
- 1991年4月、同教授。
- 2004年6月、東京大学名誉教授。

## 業績
- 1978年、田中館賞（地球電磁気・地球惑星圏学会）受賞。
- 1992年、三宅賞（地球化学研究協会）受賞。
- 2003年、日本地球化学会賞（日本地球化学会）受賞。
- 2015年、日本地球惑星科学連合のフェローとなる。アルゴンを用いた地球年代学、及び希ガスを用いたマントルの物質的構造の理解への顕著な貢献が顕彰されたもの。

## 著書

### 単著
- 兼岡一郎『地球化学』松尾禎士（監修）、講談社〈KS自然科学書ピース〉、1989年5月。ISBN 4-06-153320-7。
- 兼岡一郎『年代測定概論』東京大学出版会、1998年11月。ISBN 4-13-060722-7。

### 編著
- 井田喜明（共編） 編『火山とマグマ』東京大学出版会、1997年3月。ISBN 4-13-060716-2。

### 講義録
- 兼岡一郎「"同位体"で地球を見ると？: 構造と進化」『第9回東京大学地震研究所公開講義: 「読みとろう地球の鼓動」』東京大学地震研究所、2000年7月。 NCID BB18181799。
- 兼岡一郎、幸田清一郎 著、瀧田資也・瀧田恭代・瀧田好一郎（編纂） 編『地球環境: 医療・子育て・介護にも関係するテーマ: 地球環境と組織運営』関東図書、2012年4月。ISBN 978-4-904006-66-5。